# Tir indirect
Le tir indirect est une technique militaire, principalement utilisée dans l'artillerie, qui a pour objectif de tirer sur une cible non visible directement depuis l'emplacement de l'arme. Il n'y a pas de ligne directe entre l'arme et la cible (a contrario du tir direct). La visée est effectuée en calculant l'azimut et l'inclinaison (ou angle). Une correction de la visée est effectuée après tir, en observant la chute du tir et en calculant de nouveaux angles.

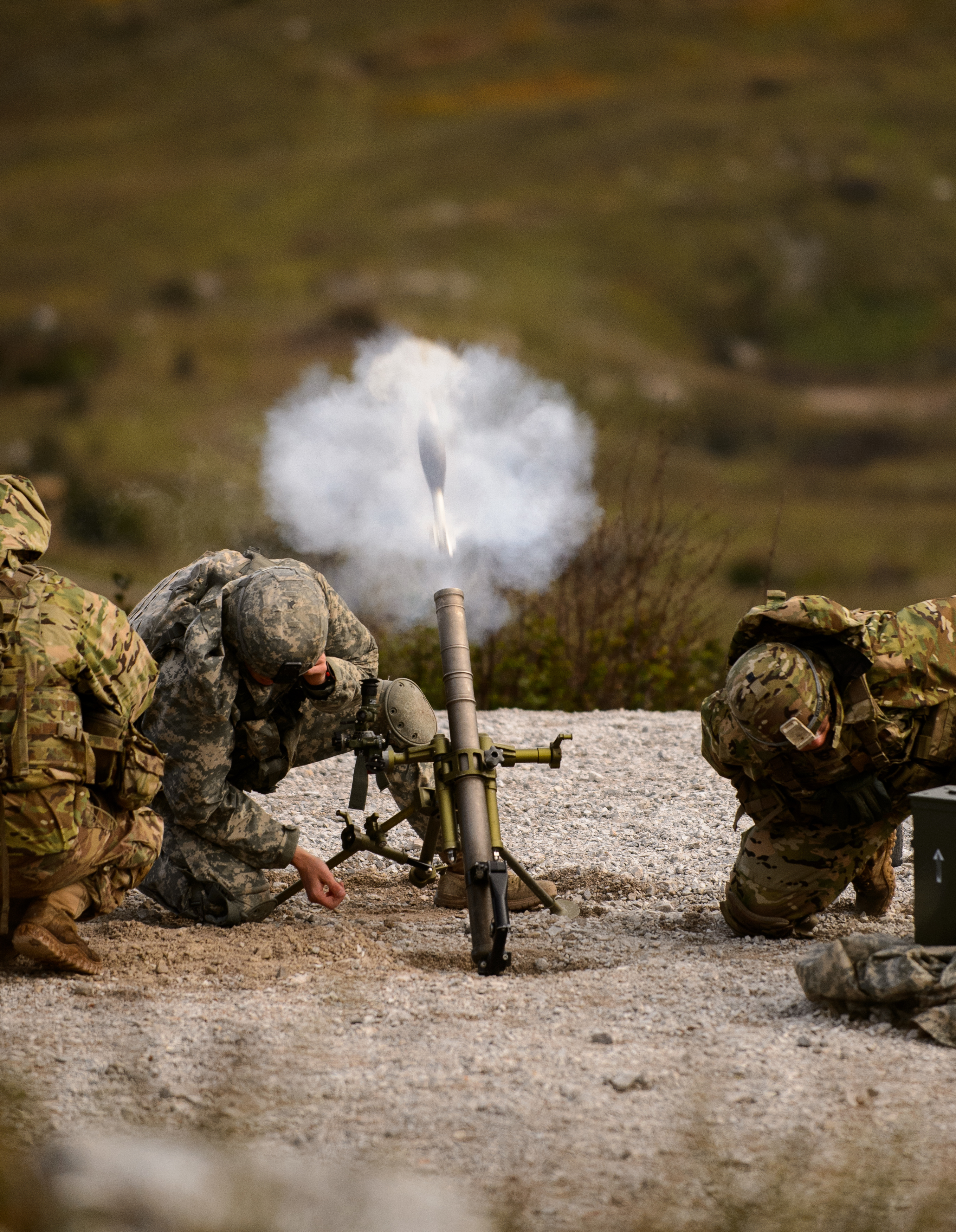
Tir indirect par mortier

## Description
La visée d'une arme a deux dimensions: 
- dans le plan horizontal (azimut)
- dans le plan vertical (élévation), qui est régi par la distance (portée) à la cible et l'énergie de la charge propulsive.

La trajectoire du projectile est affectée par les conditions atmosphériques, la vitesse du projectile, la différence d'altitude entre le tireur et la cible, et d'autres facteurs. Les viseurs de tir direct peuvent comprendre des mécanismes pour compenser certains d'entre eux: armes de poing, fusils, mitrailleuses, canons antichars, canons de char et de nombreux types de roquettes non guidées. Les canons aériens sont considérés (sauf les missiles à guidage terminal) comme des armes à tir direct. 
En revanche les tirs indirects sont effectués par des missiles, mortiers, obusiers, lance-roquettes multiples, missiles de croisière et missiles balistiques, et (presque) toutes les pièces d'artilleries (y compris l'artillerie navale). 
L'OTAN définit le tir indirect comme « un tir effectué sur une cible qui ne peut pas être vue par le viseur ». L'implication est que la « visée » d'azimut et / ou d'élévation se fait à l'aide de méthodes instrumentales. Par conséquent, un tir indirect signifie appliquer des « données de tir » à des viseurs d'azimut et d'élévation. Le tir indirect peut être utilisé lorsque la cible est visible depuis la position de tir. Cependant, il est principalement utilisé lorsque la cible est à plus longue portée et invisible pour le tireur en raison du terrain. Une portée plus longue utilise une trajectoire plus élevée et, en théorie, la portée maximale est atteinte avec un angle d'élévation de 45 degrés,,. 

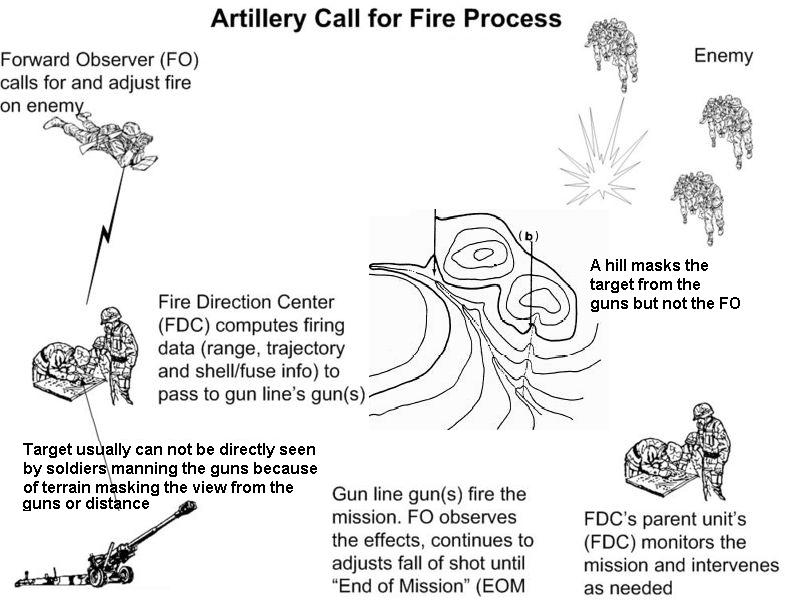
Procédure de réglage des tirs d'artillerie indirecte sur une cible invisible pour les tireurs, un exemple moderne des États-Unis

Le tir indirect est le plus souvent associé à l’artillerie de campagne (bien que l’artillerie de campagne ait été à l’origine et jusqu’après la Première Guerre mondiale une arme à tir direct, d’où les pare-balles équipant les chariots de canons tels que le célèbre M1897 75 mm) et les mortiers. Il est également utilisé avec des canons de marine contre des cibles côtières, parfois avec des mitrailleuses et a été utilisé avec des canons et des canons antichars et par des canons antiaériens contre des cibles de surface. 
Il est raisonnable de supposer que le but initial du tir indirect était de permettre le tir depuis une « position couverte », où les artilleurs ne pouvaient pas être vus ni soumis à des tirs de contre-batterie. L'aspect de dissimulation reste important, mais à partir de la Première Guerre mondiale, la capacité de concentrer le tir de nombreuses batteries d'artillerie sur la même cible ou le même ensemble de cibles était tout aussi importante. Cela devint de plus en plus important à mesure que la portée de l'artillerie augmentait, permettant à chaque batterie d'avoir une zone d'efficacité toujours plus grande, mais nécessitait des dispositions de commandement et de contrôle pour permettre la concentration du tir. Les lois physiques de la balistique signifient que les canons tirant des projectiles plus gros et plus lourds peuvent les envoyer plus loin que les canons de plus petit calibre tirant des obus plus légers. À la fin du 20e siècle, la portée maximale typique des armes les plus courantes était d'environ 24 à 30 km, alors qu'elle était d'environ 8 km pendant la Première Guerre mondiale 
Pendant la Première Guerre mondiale, les positions couvertes permirent de s'éloigner de la ligne de front et les tirs indirects évoluèrent pour permettre à n'importe quel point à portée de feu d'être attaqué. Si la cible ne peut pas être vue depuis la position du tireur, il faut un moyen d'identifier les cibles et de corriger la visée en fonction de la chute des obus. La position de certaines cibles peut être identifiée par un état-major à partir de diverses sources d'information (observateurs): observateurs au sol, en avion ou en ballons d'observation. Le développement des moyens de transmission a considérablement simplifié les échanges et a permis à de nombreuses pièces d'artilleries, dispersées, de concentrer leurs tirs sur une seule cible. 
Jusqu'à l'introduction des munitions intelligentes, la trajectoire du projectile ne pouvait pas être modifiée une fois tirée. 

## Histoire
Le tir à la flèche indirecte par les archers était couramment utilisé par les armées anciennes. Il fut notamment utilisé pendant les batailles et les sièges. 
Pendant plusieurs siècles, les mortiers de Coehorn ont tiré indirectement avec une élévation fixe, la portée étant déterminée par la quantité de poudre propulsive. Il est également raisonnable de supposer que si ces mortiers ont été utilisés depuis l'intérieur de fortifications, leurs cibles pourraient avoir été invisibles pour eux et donc répondre à la définition de tir indirect. On pourrait également faire valoir que l'invention de Niccolò Tartaglia du quadrant du tireur (voir clinomètre) au XVIe siècle a introduit des tirs indirects parce qu'il permettait de tirer par arme à feu au-delà de la ligne de vue. Cet instrument était essentiellement un carré de menuisier avec un arc gradué et un fil à plomb placé dans la bouche pour mesurer une élévation. Il y a des suggestions, basées sur un compte rendu dans le Livre de Canonerie publié en 1561 et reproduit dans la Revue d'Artillerie de mars 1908, que le tir indirect était utilisé par les Bourguignons au XVIe siècle. Les Russes semblent avoir utilisé quelque chose de similaire à Paltzig en 1759 où ils ont tiré par-dessus des arbres, et leurs instructions de l'époque indiquent que c'était une pratique normale. Ces méthodes impliquaient probablement un point de visée positionné en ligne avec la cible. Le premier exemple de tir indirect ajusté par un observateur semble être pendant la défense de Hougoumont dans la bataille de Waterloo où une batterie du Royal Horse Artillery a tiré un barrage de shrapnels indirect contre l'avancée des troupes françaises en utilisant des corrections données par le commandant d'une batterie adjacente avec une ligne de vue directe. 
Le feu indirect moderne date de la fin du XIXe siècle. En 1882, un lieutenant-colonel russe, le lieutenant-colonel K.G. Guk, publia le tir d'artillerie de campagne à partir de positions couvertes qui décrivait une meilleure méthode de tir indirect (au lieu de viser des points alignés avec la cible). Il s'agissait essentiellement de géométrie et de l'utilisation d'angles par rapport aux points de visée qui pouvaient se trouver dans n'importe quelle direction par rapport à la cible. Le problème était le manque d'un instrument pour mesurer l'azimut. Des clinomètres existaient déjà pour l'élévation. Les Allemands résolurent ce problème en inventant la ligne de plan vers 1890. Il s'agissait d'un viseur ouvert rotatif monté sur un canon, monté en alignement avec l'alésage et capable de mesurer de grands angles à partir de celui-ci. Des conceptions similaires, généralement capables de mesurer des angles dans un cercle complet, ont été largement adoptées au cours de la décennie suivante. Au début des années 1900, le viseur ouvert était parfois remplacé par un télescope et le terme goniomètre avait remplacé « lining-plane » en anglais. 
La première utilisation incontestable et documentée de tirs indirects en temps de guerre en utilisant les méthodes de Guk, bien que dépourvues de viseurs goniométriques, eut lieu le 26 octobre 1899 par des artilleurs britanniques pendant la Seconde Guerre des Boers. Bien que les deux parties aient démontré dès le début du conflit qu'elles pouvaient utiliser la technique efficacement, dans de nombreuses batailles ultérieures, les commandants britanniques ont néanmoins ordonné à l'artillerie d'être "moins timide" et d'avancer pour répondre aux préoccupations des troupes quant à leur perception d'être abandonnés par leur artillerie. Les Britanniques utilisèrent des canons à courbe de tir improvisée avec des obusiers. Les dispositions de visée utilisées par les Boers avec leurs canons allemands et français ne sont pas claires. 
Les premiers appareils goniométriques souffraient du problème que la couche (viseur du canon) devait se déplacer pour regarder à travers la visée. Ce n'était pas très satisfaisant si le point de visée n'était pas à l'avant, en particulier sur les gros canons. La solution était une vue panoramique périscopique, avec l'oculaire à l'arrière et le haut rotatif de la vue au-dessus de la hauteur de la tête de la couche. Le design réalisé par l'Allemand  C. P. Goerz en 1906 fut sélectionné par les Britanniques et les Russes. Les Britanniques ont adopté le nom de "Dial Sight" pour cet instrument. Les États-Unis ont utilisé le «télescope panoramique». La Russie a utilisé le « panorama de Goerz ». 
Les élévations ont été mesurées par un clinomètre, un appareil utilisant un niveau à bulle pour mesurer un angle vertical par rapport au plan horizontal. Il peut s'agir d'instruments séparés placés sur une surface parallèle à l'axe de l'alésage ou physiquement intégrés dans une certaine forme de monture de visée. Certains canons avaient des clinomètres gradués en distances plutôt qu'en angles. Les clinomètres portaient plusieurs autres noms, notamment « niveau du tireur », « échelle de portée », « tambour d'élévation » et « quadrant du tireur » et plusieurs configurations différentes. Les graduations en portée étaient spécifiques à un type de canon. 
Ces dispositions ont duré pendant la majeure partie du XXe siècle jusqu'à ce que des gyroscopes robustes, fiables et économiques fournissent un moyen de pointer le canon dans l'azimut et l'élévation requis, permettant ainsi un tir indirect sans utiliser de points de visée externes. Ces appareils utilisent des gyroscopes dans les trois axes pour déterminer l'élévation actuelle, l'azimut et l'inclinaison du tourillon.

## Problèmes liés

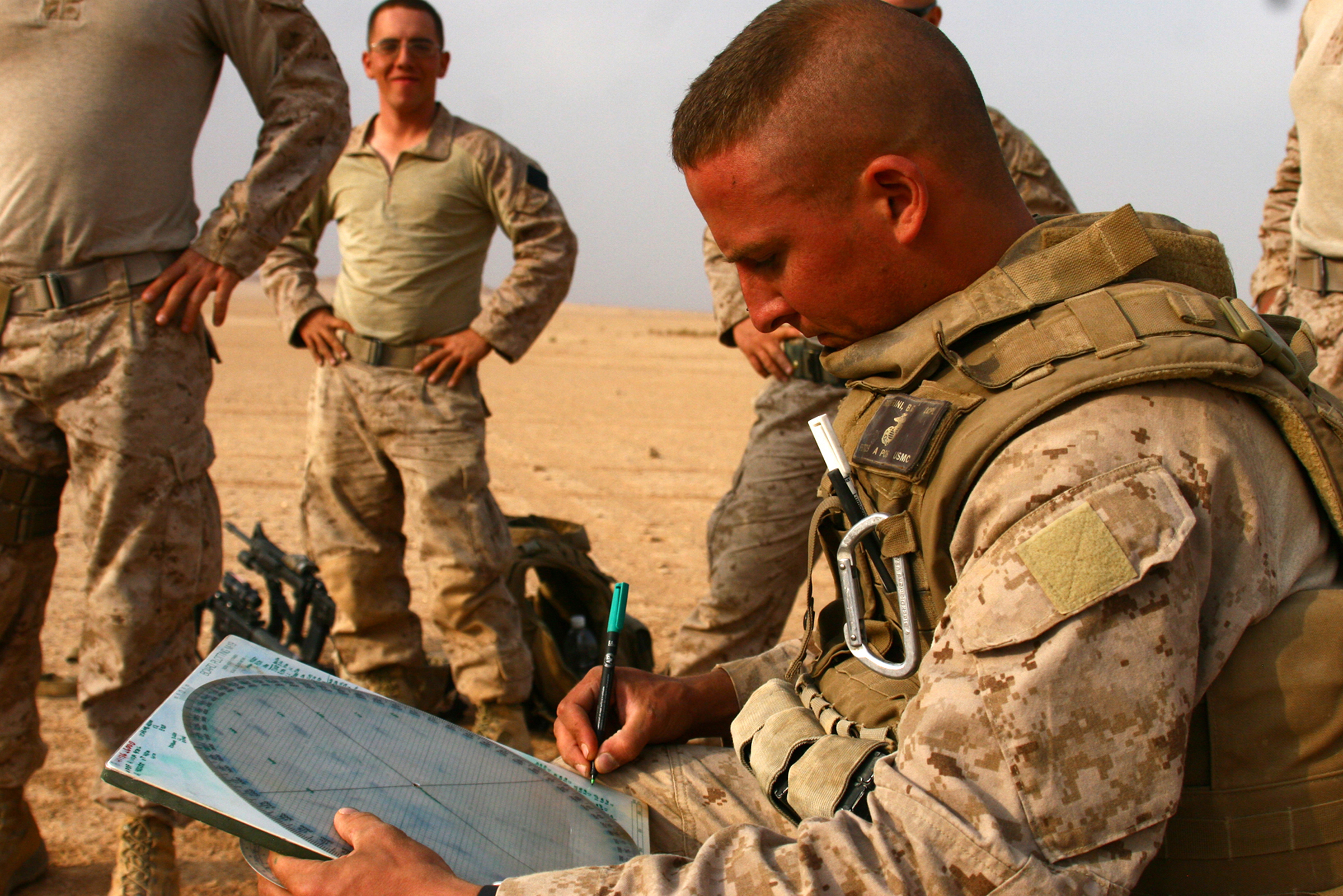
Un caporal des US Marine vérifie la direction et l'élévation d'un mortier avant de tirer.

Avant que la visée d'un canon puisse être effectuée, il doit être orienté vers un azimut connu, ou au moins vers une zone cible. Initialement, l'angle entre le point de visée et la zone cible est déduit, ou estimé, et défini sur le viseur azimutal. Chaque canon est ensuite posé sur le point de visée, avec cet angle afin de les maintenir à peu près parallèles les uns aux autres. Cependant, pour l'artillerie, un autre instrument, appelé directeur (Royaume-Uni) ou cercle de visée (États-Unis), s'est généralisé et a fini par devenir la principale méthode d'orientation des canons dans la plupart des armées, sinon toutes. Après avoir été orienté et pointé dans la direction requise, un canon enregistre des angles par rapport à un ou plusieurs points de visée. 
Le tir indirect a besoin d'un dispositif de commandement et de contrôle pour allouer des armes aux cibles et diriger leur tir. Ces derniers peuvent impliquer des observateurs terrestres ou aériens ou des dispositifs et systèmes techniques. Le feu peut être « ajusté » ou « prévu ». Ce dernier (à l'origine appelé « tir à la carte ») signifie que les données de tir sont calculées pour inclure des corrections pour des conditions non standard. Cela nécessite également que l'emplacement de la cible soit connu avec précision par rapport à l'emplacement du canon. Le tir prédictif fut introduit pendant la Première Guerre mondiale. 
L'ajustement (à l'origine « télémétrie ») signifie qu'une certaine forme d'observation est utilisée pour corriger la chute du tir sur la cible. Il y a plusieurs raisons possibles à cela: 
- la relation géospatiale entre le canon et la cible n'est pas connue avec précision;
- des données de bonne qualité pour les conditions non standard (météorologie par exemple) ne sont pas disponibles;
- la cible se déplace ou devrait se déplacer.

Les tirs ajustés et les tirs prévus ne s'excluent pas mutuellement, le premier peut utiliser des données prédites et le dernier peut nécessiter un ajustement dans certaines circonstances. 
Il existe deux approches de l'azimut qui orientent les canons d'une batterie pour un tir indirect. Initialement, le "zéro" du cercle (gradué en 6400 millièmes ou 360 degrés) était réglé quelle que soit la direction du canon orienté. Les données de tir étaient une déviation ou un changement par rapport à ce zéro. 
L'autre méthode consistait à définir le viseur sur le relèvement réel de la grille dans lequel le canon était orienté, et les données de tir étaient le relèvement réel sur la cible. Ce dernier réduit les sources d'erreurs et facilite le contrôle de la bonne pose des canons. À la fin des années 1950, la plupart des armées avaient adopté la méthode du relèvement, l'exception notable étant les États-Unis. 
Les progrès techniques de la fin de XXe siècle (GPS, mesures aérologiques, etc.) ont permis de grandement améliorer la précision des tirs indirects. 